# Bactra atopa
Bactra atopa es una especie de polilla del género Bactra, categorizada en la tribu Olethreutini, de la subfamilia Olethreutinae.

## Distribución
Se distribuye por Baréin.

## Taxonomía
Fue descrita por Diakonoff en 1989 y publicada en (Bactra (Chiloides), Nota Lepid. 11: 244.